# إرنست جاكسون
إرنست جاكسون (بالإنجليزية: Ernest Jackson)‏ (11 يونيو 1914 بشفيلد في المملكة المتحدة - 1 يناير 1996) هو لاعب كرة قدم بريطاني (وحمل سابقاً جنسية المملكة المتحدة لبريطانيا العظمى وأيرلندا) في مركز نصف الجناح. لعب مع شيفيلد وينزداي وشيفيلد يونايتد وغريمسبي تاون.